# Артилерийски катер
Артилерийски катер (АКА) – надводен кораб с малка водоизместимост, основното въоръжение на който е стволна или реактивна артилерия (като правило, едно-две 37—88 mm универсални артилерийски установки и 12,7—14,5 mm картечници. Могат да носят и миномети, РСЗО (например, 1400 „Гриф“), огнехвъргачки („монитори“ на САЩ от периода на Виетнамската война).
АКА са предназначени за борба с катерите на противника, поддръжка на сухопътните войски и решение на други задачи. Различават се следните видове: стражеви (патрулни) катери (СКА) и бронирани катери (БКА). Според принципа на движение биват: водоизместващи, глисиращи, на подводни криле, на въздушна възглавница. Според вида на двигателя се подразделят на моторни и газотурбинни.

## Катери с реактивна артилерия
Катерите, въоръжени с неуправляемо ракетно оръжие, се смятат за разновидност не на ракетните, а на артилерийските катери, понякога са отделени в тип наречен Кораби за поддръжка на десанта
В хода на Втората световна война някои катери за поддръжка на десанта са въоръжавани с РСЗО (в частност с реактивни установки тип „М-8“, „М-13“, „М-24“) за обстрел на брега
- LCT(R)
- LCT(R)-2
- LCT(R)-3
- LSM(R)

Впоследствие, в съветско време на основата на катера на въздушна възглавница „Кальмар“, е създаден катера „Касатка“, въоръжен с РСЗО.